# Paratheocris
Paratheocris is een kevergeslacht uit de familie van de boktorren (Cerambycidae). De wetenschappelijke naam van het geslacht werd voor het eerst geldig gepubliceerd in 1938 door Breuning.

## Soorten
Paratheocris omvat de volgende soorten:
- Paratheocris haltica (Jordan, 1903)
- Paratheocris lunulata (Hintz, 1919)
- Paratheocris mimetica (Aurivillius, 1907)
- Paratheocris obliqua (Jordan, 1903)
- Paratheocris olivacea Breuning, 1938
- Paratheocris similis Breuning, 1938
- Paratheocris viridis (Aurivillius, 1907)